# Уейлън Дженингс
Уейлън Арнолд Дженингс (на английски: Waylon Arnold Jennings), повече познат в музикалните среди като Уейлън Дженингс (на английски: Waylon Jennings), е кънтри певец, музикант и композитор от САЩ.
Той е сред най-популярните американски изпълнители на кънтри музика в периода от началото на 1960-те години до края на ХХ век и не без основание може да бъде наречен емблематична легенда за САЩ в този стил

## Биография
Уейлън Дженингс е роден на 15.06.1937 година и израснал в Литълфийлд (Littlefield) щата Тексас САЩ. Той е син на Лорен Беатрис и Уилям Албърт Дженингс. Баща му започва да го учи да свири на китара още на 8-годишна възраст. Уейлън наистина харесва тези уроци, тъй като почти през цялото си свободно време репетира. На 10 години Уейлън организира първата си музикална група. До 12-годишна възраст той свири в тази група и работи като DJ в местно радио като в този период неговият стил еволюира с течение на времето, преминавайки в твърд бас на звучене. Той е печелил първо място в шоуто за таланти в канал 13 в Lubbock като е пял Hey Joe, а по късно прави успешни изяви в театъра на Littlefield, по време на „нощта на местните таланти“. 
На 16-годишна възраст, след няколко дисциплинарни нарушения Уейлън Дженингс напуска гимназията, работи в магазина при баща си и усеща, че музиката е любимата му и единствена дейност която по късно ще се превърне в негова лична кариера.
Младият кънтри изпълнител Уейлън Дженингс е вдъхновен от творчеството на братя Мейфийлд, пионери на кънтри музикта. Като тийнейджър музикантът свири в различни групи обикаляйки САЩ. Постепенно името му става известно на мнозина в музикалните среди и той натрупва все по-голяма популярност, с което започва и същинската кариера на Уейлън Дженингс.
Едва 22-годишен през февруари 1959 година Уейлън Дженингс преживява голяма трагедия. На 3 февруари Ричи Валенс хвърля монета за мястото на Томи Олсъп в малък самолет, а Уейлън Дженингс се разменя с Биг Бопър, защото здравенякът хванал настинка и не желаел да пътува в автобус с развалена отоплителна система. На шега казал на Дженингс – „Дано автобусът ви замръзне съвсем!“ и чул в отговор отново на шега: „Дано самолетът ви се разбие!“.
Точно това се случва същата нощ и Ричи Валенс, Биг Бопър и Бъди Холи, заедно с младия пилот на самолета трагично загиват. Наричат по-късно тези събития „денят, в който музиката умря“, възпети 10 години по-късно от Дон Мак Лийн в загадъчната му творба „American Pie“. Ричи Валенс – едва 18-годишен, Биг Бопър – на 29 г. и Бъди Холи – на 23 г. по това време са продали общо над 10 милиона албума и смъртта им е огромна загуба за музикалния свят в края на 50-те. В продължение на десетилетия след тази трагедия, Дженингс многократно е признавал, че се чувства отговорен за катастрофата, при която са загинали Бъди Холи, Ричи Валенс и Биг Бопър. Негативността му за този нещастен случай не го напуска до кроя на живота. 
Това чувство за вина в него утаява пристъпи на злоупотребата с наркотични вещества през голяма част от съществената кариерата на Уейлън Дженингс. Тази трагедия изиграва огромна роля в живота на Уейлън Дженингс, който в продължение на няколко години не се занимава с творческа работа и безделничи, ходи по барове и се опитва по всякакъв начин да забрави трагедията. Промяна настъпва едва през 1964 година когато Уейлън решава отново да опита вкусът на музиката, и с голяма упоритост и ентусиазъм се заема да съчинява текстове и да записва песни.

## Активен период
През 70-те години Дженингс започва да си сътрудничи с Уили Нелсън. Двамата творци създават ярък сценичен образ. Сред основните атрибути на музикантите са дългите бради и износените до дупки дънки. Уейлън Дженингс става лидер на движението Outlaw Country. Той е един от първите, които казват едно твърдо „не“ на стилно облечените и с безупречно изображение поп изпълнители. Той вярва че музиката трябва да бъде истинска, а не „синтетично създадена от един успешно граден образ“. 
Уейлън Уейлън е един от първите музиканти, които са обсебени от възраждането на „кънтри“ музиката. През 1975 година той издава албума си „Re Headedd Stranger“. Водещата песен е песента „Blue Eyes Crying in the Rain“. През 1980 година музикантът сътрудничи в създаването на хита On the Road Again. 
През 1976 година албумът му „Wanted: The Outlaws“ става първия платинен кънтри албум в Америка. Той има издадени дузина дискове, последният от които с посланието „Never Say Die, LIVE“ а 16 от неговите песни са оглавявали кънтричартовете. Кавърверсията на парчето „MacArthur Park“ и дуетът му с Уили Нелсън „Mammas Don't Let Your Babies Grow Up To Be Cowboys“ му носят две награди Грами. 
След като се сприятелява с кънтри творци като Уили Нелсън, Джони Кеш и Крис Кристофърсън, той достига върха на популярността си през периода 1985 – 1995 година след създаване на супергрупата Хайуеймен (The Highwaymen). Уейлън Дженингс е вече звезда в групата която записва три основни албума с името The Highwaymen – два в „Columbia Records“ и един в „Liberty Records“, които стават емблематични за четиримата музиканти и за кънтри музиката въобще. През 80-те години той прекарва тежка сърдечна операция и живее с троен байпас. След 1997 година той ограничава участията си за да прекарва повече време със семейството си, а между 1999 година и 2001 година изявите му са били допълнително ограничени и от здравословни проблеми. Въпреки това авторът на хитове като „Luckenbach, Texas“ и „Good Hearted Woman“ имал насрочени концерти за месеци напред. 

## Личен живот
Уейлън Дженингс е имал четири брака, от които е имал шест деца.
- На 24 декември 1955 година се жени за 18-годишната Maxine Caroll Lawrence от която той има четири деца: Terry Vance Jennings (1957-2019), Julie Rae Jennings (1958-2014), Buddy Dean Jennings (роден 1960), и Deana Jennings.
- На 10 декември 1962 Уейлън Дженингс се жени за Lynne Jones с която стават осиновители на Tomi Lynne. Те се развеждат през 1967 г.
- След това Уейлън Дженингс се жени за Barbara Rood.
- На 26 октомври 1969 година за четвърти и последен път Уейлън Дженингс се жени във Финикс, Аризона, за Jessi Colter. От нея той има един син Waylon Albright „Shooter“ Jennings (роден 19 май 1979 г.) като Jessi Colter има една дъщеря, Jennifer от предишния си брак с Duane Eddy. В началото на 1980-те години, Jessi Colter и Дженингс почти се развеждат заради пристрастяването си към наркотици и други форми на злоупотреба с вещества. Въпреки това, те остават заедно до смъртта на Дженингс през 2002 година.

Песента „This Time“ е написана от Уейлън Дженингс за изпитанията и трудностите на своите бракове и разводи.

## Кончина
Тексаският трубадур, който преди години успява да избегне смъртта, като отстъпва билета си за самолета на Бъди Холи, издъхва в съня си в дома си близо до Феникс, щата Аризона на 13.02.2002 година. Според пресаташето му Шатци Хагеман певецът, който през последните месеци от живота си е в инвалидна количка, е починал от диабет и причинените му от болестта усложнения.
Уейлън Дженингс влиза в историята на световната музика като музикална легенда по специално в кънтри жанра. Той е бил истински бунтар, в състояние да постигне всичко. За постиженията си музикантът е удостоен с редица отличия и награди.
- През октомври 2001 година, малко преди смъртта му е удостоен с членство в Залата на славата на кънтри музиката (Country Music Hall of Fame), но не успява да присъства на церемонията в Нашвил поради влошеното си здравословно състояние. Това е признание за изключителния принос към музиката на легендарния музикант, който не успява втори път да избяга от смъртта.
- На 6 юли 2006 година Уейлън Дженингс е приет в Hollywood's Rock Wall в Холивуд.
- През 2007 година той е награден посмъртно с наградата на Cliffie Stone Pioneer от Академията за кънтри музика.

## Награди
| Година | Награда | Организация                            |
| ------ | --- | -------------------------------------- |
| 1970   | Best Country Performance by a Duo or Group with Vocal w/ The Kimberlys for „MacArthur Park (song)\|MacArthur Park“                 | Grammy Awards                          |
| 1975   | Male Vocalist of the Year | Country Music Association              |
| 1976   | Album of the Year with Jessi Colter, Willie Nelson and Tompall Glaser for „Wanted! The Outlaws“                                    | Country Music Association              |
| 1976   | Vocal Duo of the Year with Willie Nelson                                                                                           | Country Music Association              |
| 1976   | Single of the Year with Willie Nelson for „Good-Hearted Woman“                                                                     | Country Music Association              |
| 1979   | Best Country Performance by a Duo or Group with Vocal with Willie Nelson for „Mammas, Don't Let Your Babies Grow Up to Be Cowboys“ | Grammy Awards                          |
| 1985   | Single of the Year with the other members of The Highwaymen for „Highwayman“                                                       | Academy of Country Music               |
| 2001   | Country Music Hall of Fame induction                                                                                               | Country Music Association              |
| 2003   | Country Music Television Greatest Men of Country Music, Rank No. 5                                                                 | CMT's 40 Greatest Men of Country Music |
| 2006   | Hollywood's RockWall induction | Hollywood's RockWall                   |
| 2007   | Cliffie Stone Pioneer Award | Academy of Country Music               |
| 2007   | Lifetime Achievement Award | Nashville Songwriters' Festival        |